# 小島茂夫
小島 茂夫（こじま しげお、1947年 - ）は、日本の実業家。大阪証券取引所元代表取締役。

## 来歴
大阪経済大学卒業後、1970年に大阪証券取引所に入社。取締役（2002年）を経て、2004年に代表取締役・常務取締役に就任した。2009年に退任し、平和不動産株式会社 監査役となる。